# Hendrik Altink

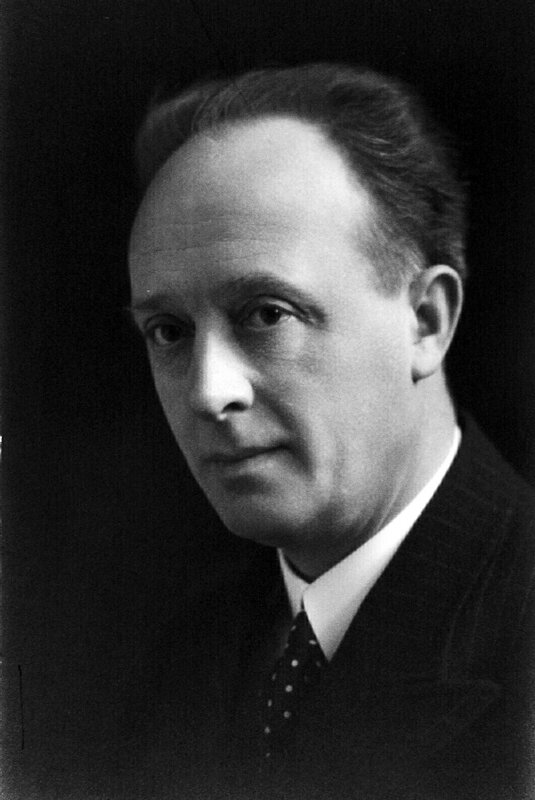
Hendrik Altink in 1940

Hendrik Altink (Utrecht, 10 oktober 1888 – Utrecht, 29 januari 1966) was een Nederlands dirigent en componist.
Hij was zoon van Bregje Meijns en olieslager Wouter Altink wonende in de Kollewijksteeg. Hijzelf trouwde met Johanna Wilhelmina (Jo) ten Haaft.
Zijn opleiding ging in eerste instantie een andere kant uit. Hij studeerde hoorn aan de instrumentaalschool van het Utrecht Stedelijk Orkest (USO, 1918-1923). Zangles kreeg hij aan het Conservatorium van Amsterdam bij onder anderen Jacques Caro en Frederico Morello. Toch stond hij al op zijn achttiende voor een koor, Bond van Arbeiderszangverenigingen in Rotterdam, dat later zou overgaan in "De Stem des Volks Rechter Maasoever" (RM). In 1954 stond hij veertig jaar voor dat koor (en ook van de afdeling Utrecht), dat wel bijeenkomsten en demonstraties van de Sociaal-Democratische Arbeiderspartij (SDAP) opluisterde. 
Daarnaast was hij jarenlang dirigent van de koren Zeister Zangers, Zeister Mannenkoor Zangers (1936-1957). Hij combineerde er oud klassiek repertoire met moderne muziek zoals werken van Benjamin Britten (Sint-Nicolaascantate) en Edward Elgar (De Apostelen). Hij stond ook voor de Postfanfare in Utrecht. Bij uitvoeringen schakelde hij dan soms zijn oude orkest USO in, maar ook wel het Rotterdams Philharmonisch Orkest of het Residentie Orkest. Om ook orkesten te kunnen dirigeren had hij enige begeleiding gekregen van Evert Cornelis van het USO. In 1952 gaf hij leiding aan acht verschillende arbeiderskoren bij de première van het werk Vrijheid wekt een lied van Jan de Groot en Wolfgang Wijdeveld in het Concertgebouw in Amsterdam.
In 1957 legde hij zijn dirigeertaken neer.
Hij schreef ook zelf enige werken; hij had compositieleer van Willem Pijper en Sem Dresden gehad. Zo schreef hij een concertino voor viool en orkest en koorliederen als Donderpsalm, Licht en Waakt op. Met Willem Pijper zat Altink in zijn jonge jaren nog in het Utrechtsch Sextet van Cor Kwant.
Voor zijn werkzaamheden werd hij in 1954 onderscheiden met de Penning van de Leuve. Bij zijn overlijden werd vermeld dat hij (sinds 1958) ridder in de Orde van Oranje-Nassau was. 
Hij overleed op 77-jarige leeftijd in het Utrechts Diakonessenhuis aan een hartinfarct. Hij werd begraven op de Derde Algemene Begraafplaats van Utrecht.
Altink was ook muziekleraar. Zo onderwees hij Gerrit Vellekoop en Gert D. Buitenhuis kreeg orkestlessen van hem (begeleiding Stem des Volks).